# Mercedes-Benz B-Klasse

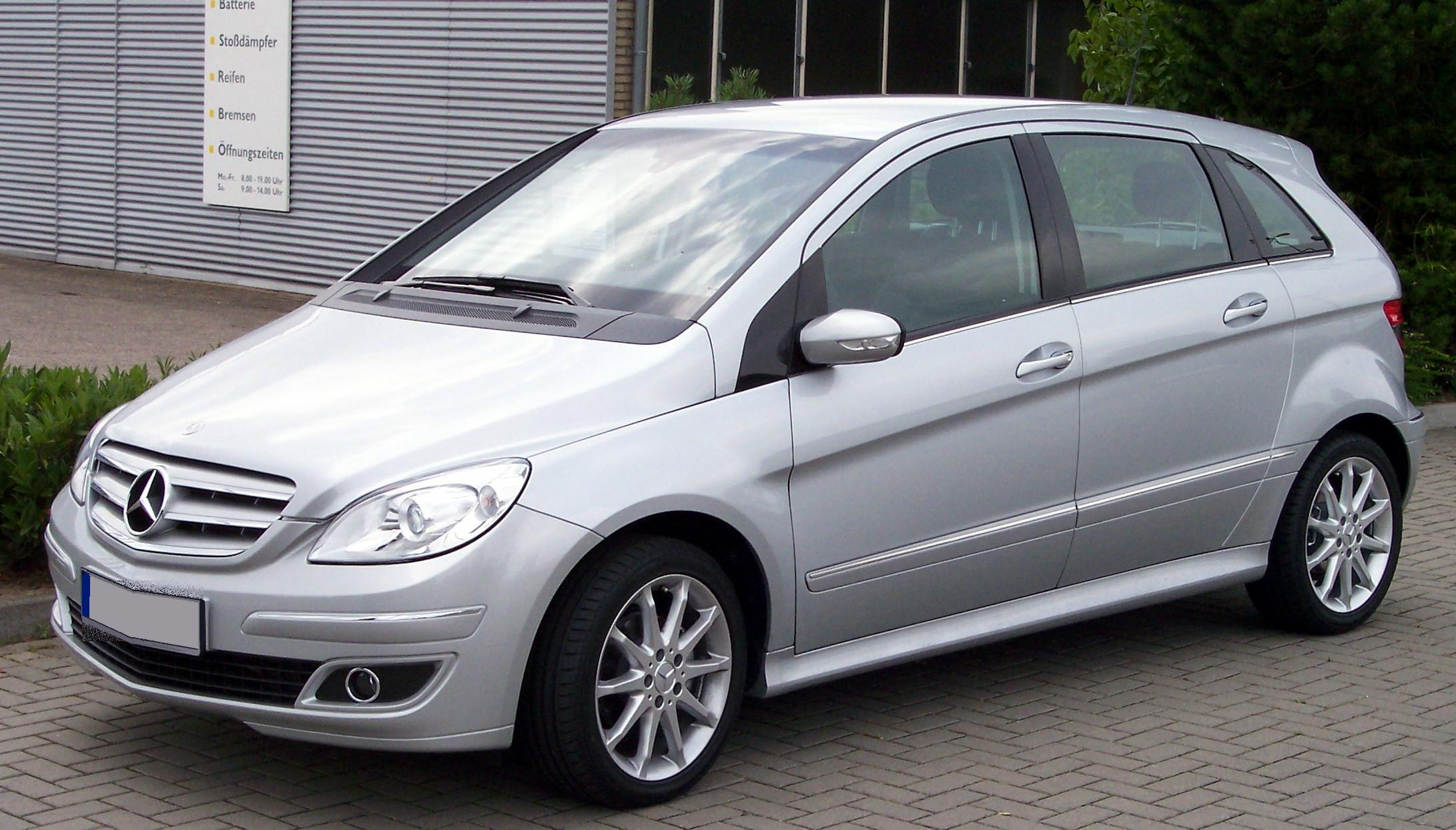
Mercedes-Benz B 170

De Mercedes-Benz B-Klasse is een compacte autotype van de fabrikant Mercedes-Benz. De auto werd in 2005 geïntroduceerd.
Het merk lanceerde de B-Klasse, om zo meer marktaandeel te kunnen veroveren in het segment van de eenvolumers (genre Renault Scénic). Hoewel de B-Klasse 44 centimeter langer is, rust deze toch op hetzelfde platform als de A-Klasse, maar met een verlengde wielbasis. Met deze afmetingen behoort hij tot de middencategorie, en baseert zich onder meer op de Volkswagen Golf Plus. Mercedes-Benz laat ruimte voor opties in de B-Klasse en is moduleerbaar, hoewel er bijbetaald moet worden voor het Easy Vario Plus-systeem, waarbij de voorste passagiersstoel kan worden verwijderd. De B-Klasse maakt gebruik van dezelfde motoren als de A-Klasse, de 180 CDI.
De Mercedes Benz B-Klasse wordt net als de Mercedes A-Klasse gebouwd in Rastatt (Duitsland) en in Ciudad Juárez (Mexico).